# Zimmern (Saale-Holzland-Kreis)
Zimmern ist eine Gemeinde im Norden des Saale-Holzland-Kreises und Teil der Verwaltungsgemeinschaft Dornburg-Camburg.

## Geografie

### Geografische Lage
Zimmern liegt auf der Hochfläche der Ilm-Saale-Platte. Durch den Ort verläuft die Landstraße 2303 von Utenbach nach Dornburg und endet die L 2301 von Stiebritz und dem Gönnatal kommend. Die Stadt Jena liegt ca. 13 km entfernt und nach Weimar sind es 25 km. Die nächstgelegene Bundesstraße ist die B 88 3 km östlich im Saaletal und die nächste Autobahn die A 4 18 km südlich.
Nachbargemeinden sind im Uhrzeigersinn die Stadt und Landgemeinde Bad Sulza (Landkreis Weimarer Land) mit ihren Ortsteilen Kösnitz und Wormstedt im Norden, die Stadt Dornburg-Camburg mit ihren Ortsteilen Wilsdorf und Dornburg im Osten, Neuengönna im Süden sowie Hainichen im Westen (alle Saale-Holzland-Kreis).

### Landschaft
Die Zimmersche Flur wird einerseits von den fruchtbaren Ackerflächen der Ilm-Saale-Platte, andererseits von den nach Südost abfallenden, meist bewaldeten Hängen des Mittleren Saaletals und seiner Nebentäler geprägt. Der zum Landschaftsschutzgebiet Mittleres Saaletal gehörende Erdengraben ist ein tiefes Tal, welches sich von der Ortslage über eine Länge von etwa 3 Kilometern bis zu seiner Öffnung ins Saaletal bei Neuengönna erstreckt. Die höchste Erhebung der Ortsflur liegt bei rund 320 m ü. NN in der Nähe des Hainicher Forsts.

## Geschichte

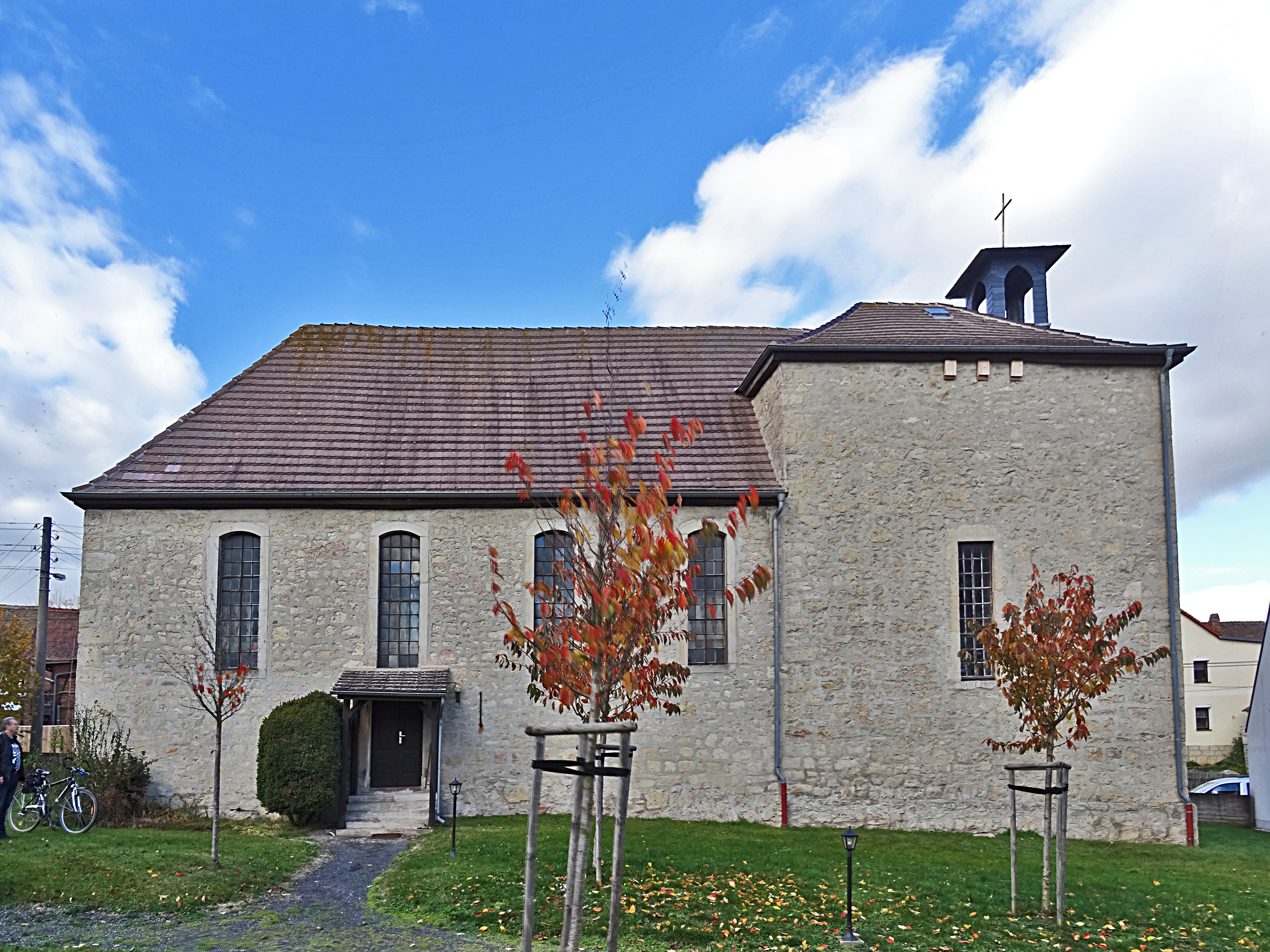
Kirche in Zimmern

Aufgrund günstiger Boden- und Wasserverhältnisse war die Hochfläche zwischen Saale und Ilm seit der Jungsteinzeit nahezu kontinuierlich besiedelt. Zahlreiche Einzelfunde innerhalb und östlich der Ortslage Zimmerns zeugen von einer Besiedlung seit der Linearbandkeramik (5500–4900 v. Chr.). Im Flurteil „Auf dem Gericht“ wurde 1878 eine Gruppe von fünf Grabhügeln untersucht und der Aunjetitzer Kultur sowie dem Sögel-Wohlde-Kreis (2300–1000 v. Chr.) zugeordnet.
Das heutige Dorf Zimmern ist als Rodungssiedlung im Hochmittelalter entstanden und wurde erstmals am 6. September 1281 urkundlich erwähnt. Die Bindungen an die Herrschaft bzw. später an das Amt Dornburg waren durch einen Freihof immer sehr eng. Die älteste Überlieferung von Hofbesitzern stammt aus der Zeit von 1421–1425. Bis zu seiner Auflösung im Jahr 1819 stand das herrschaftliche Vorwerk, zu welchem etwa 35 Hektar Nutzfläche gehörten, am Nordwestrand des Dorfes. Innerhalb der Ortsflur wurde bis Anfang des 19. Jahrhunderts der Weinbau auf etwa 30 Hektar Rebland betrieben.
Kirchlich gehörte Zimmern bis zur Reformation zum Johanniter-Ordenshof in Utenbach. Danach war es Filial der Pfarrei Nerkewitz und zwischenzeitlich von 1821 bis 1977 der Pfarrei Hainichen.
Am 4. Mai 1759 wütete im Dorf ein Großbrand, bei dem zwei Einwohner ums Leben kamen und fast alle Häuser und die Kirche zerstört wurden.
Zimmern lag am sogenannten Heerweg, auch Altstraße genannt, einer alten Handelsstraße von Erfurt nach Altenburg. Der Weg verließ hier die Hochfläche und führte weiter in Richtung Neuengönna ins Saaletal.
Im Südosten der Gemarkung liegt der Flurteil Lanserode (in älteren Quellen auch das lange Rod), welcher im 12. bis 13. Jahrhundert für den Ackerbau urbar gemacht wurde. Ob zeitweise eine bewohnte Siedlung gleichen Namens, also eine heutige Ortswüstung bestanden hat, ist bis heute nicht eindeutig geklärt.
Zimmern wurde im April 1945 von US-Truppen besetzt und Anfang Juli an die Rote Armee weitergegeben. Damit wurde der Ort Teil der SBZ und ab 1949 der DDR. An dem Kriegerdenkmal auf dem Kirchhof findet sich eine Tafel mit zwei Namen und dem Vermerk „Nach Kriegsende verschleppt (und 1945 verstorben)“.

## Religion
40 % der Einwohner sind evangelisch. Die Kirchengemeinde Zimmern gehört zum Pfarramt Altengönna im Kirchenkreis Jena der Evangelischen Kirche in Mitteldeutschland. Katholiken wurden beim Zensus 2011 nicht festgestellt.

## Politik
Im Jahre 2007 hatte der Gemeinderat von Zimmern die Auflösung der Gemeinde und die gleichzeitige Eingliederung in die im Landkreis Weimarer Land liegende, inzwischen ehemalige Gemeinde Saaleplatte beschlossen. Hintergrund für diesen Schritt war der Erhalt der ländlichen Struktur im Verbund mit mehreren ungefähr gleich großen Dörfern. Mit den Kommunalwahlen am 7. Juni 2009 fand eine Bürgerbefragung zur Bestätigung des Gemeinde- und Kreiswechsels statt. Bei einer Wahlbeteiligung von 89,7 % haben davon 84 % für die Angliederung an die Gemeinde Saaleplatte gestimmt. Dieser Schritt konnte auf Grund der festen Kreisgrenzen rechtlich nicht umgesetzt werden.
Im Jahre 2011 haben die Bürger von Zimmern zwei wichtige Entscheidungen getroffen. Die kommunalen Waldflächen der Gemeinde sind dem Feuerwehrverein zur Nutzung überlassen worden. Außerdem wurde am 25. November 2011 der Verein Zimmersche Linde e. V.(i. G.) gegründet. Der Heimatverein soll sich vorrangig um
die Belange und den Erhalt des Kulturhauses kümmern. Damit verspricht sich die Gemeinde, kommunales Eigentum auch langfristig zu sichern. Alle anderen Vereine im Ort wie der Feuerwehrverein, die Bürgerschützengilde zu Zimmern, das Funk-Team Zimmern, der Jugendclub, die Jagdgenossenschaft, die politische Gemeinde sowie die Kirchgemeinde entsenden je einen Vertreter in diesen neuen Heimatverein.

## Kultur
Im Jahre 2011 beging Zimmern sein 730. Jubiläum der Ersterwähnung. Die Veranstaltungen hierfür wurden über das ganze Jahr verteilt von verschiedenen Institutionen und Vereinen durchgeführt. Besonders aktiv trat dabei neben der Gemeinde selbst der Feuerwehrverein in Erscheinung.